# You Love Who You Love
You Love Who You Love è un singolo della cantante svedese Zara Larsson, pubblicato il 19 gennaio 2024 come quarto estratto dal quarto album in studio Venus.

## Descrizione
You Love Who You Love, brano dalle sonorità dance pop e pop rock, è stato scritto dalla stessa cantante con MNEK, Karl Ivert e Kian Sang e prodotto dagli ultimi due, i quali compongono il duo MTHR. Riguardo al significato della canzone, Larsson ha affermato:
Il brano è composto in chiave di Fa diesis maggiore con un tempo di 128 battiti per minuto.

## Video musicale
Il video musicale è stato reso disponibile il 9 febbraio 2024 attraverso il canale YouTube della cantante.

## Tracce
Testi e musiche di Zara Larsson, Uzoechi Emenike, Karl Ivert e Kian Sang.
1. You Love Who You Love – 3:04

## Classifiche
| Classifica (2024) | Posizione massima |
| ----------------- | ----------------- |
| Norvegia          | 28                |
| Svezia            | 8                 |